# Avery Hopwood
Avery Hopwood, nato James Avery Hopwood (Cleveland, 28 maggio 1882 – Juan-les-Pins, 1º luglio 1928), è stato un commediografo statunitense, uno degli uomini di spettacolo i cui lavori ebbero più successo a Broadway negli anni del jazz.

## Biografia
Nato a Cleveland, James Avery Hopwood si laureò all'Università del Michigan nel 1905. Iniziò a lavorare per un giornale di Cleveland come corrispondente da New York. Nel contempo, scriveva per il teatro. Un suo lavoro, Clothes, venne prodotto nel 1906 a Broadway. Conosciuto come "The Playboy Playwright", Hopwood si specializzò in commedie e farse, alcune delle quali considerate a quel tempo piuttosto osé. Una delle sue commedie, The Demi-Virgin, nel 1921, fu portata in tribunale per alcune scene, tra cui una dove le showgirl giravano tra il pubblico vestite con indosso la sola biancheria.
Molti dei suoi lavori furono adattati per lo schermo. Tra questi, Fair and Warmer che, nel 1919, fu interpretato da Madge Kennedy; la commedia musicale The Gold Diggers che ebbe diverse trasposizioni cinematografiche come anche The Bat, famoso mystery scritto in collaborazione con Mary Roberts Rinehart; Ladies' Night del 1920 fu filmato nel 1928; Getting Gertie's Garter venne portato sullo schermo nel 1927 e nel 1945.
Abile e intelligente, il suo stile di scrittura incontrava i gusti del pubblico. La sua pubblicizzata relazione con la danzatrice e coreografa Rose Rolanda si rivelò, alla fine, una trovata pubblicitaria per nascondere la sua omosessualità confermata in seguito da un suo grande amico, il fotografo Carl Van Vechten. Rolanda si sarebbe sposata in seguito con il caricaturista Miguel Covarrubias.
Morì prematuramente il 1º luglio 1928 a soli 46 anni a causa di un infarto mentre nuotava a Juan-les-Pins sulla Costa azzurra.
Fu sepolto al Riverside Cemetery di Cleveland, in Ohio, accanto a sua madre.

## Lavori teatrali
- A Runaway Girl - commedia musicale, parole di A.H. (prima 25 agosto, 1898)
- Clothes - lavoro teatrale (prima 11 settembre 1906)
- This Woman and This Man - commedia (prima 22 febbraio 1909)
- Seven Days - commedia, farsa (prima 10 novembre 1909)
- Judy Forgot - commedia musicale, libretto e parole di A.H. (prima 6 ottobre 1910)
- Nobody's Widow - commedia (prima 15 novembre 1910)
- Somewhere Else - libretto e parole di A.H. (prima 20 gennaio 1913)
- Fair and Warmer - commedia (prima 6 novembre 1915)
- Sadie Love - commedia (prima 29 novembre 1915)
- Our Little Wife - commedia (prima 18 novembre 1916)
- Double Exposure - commedia (prima 27 agosto 1918)
- Tumble In - commedia musicale basata su una farsa di A.H. (prima 24 marzo 1919)
- The Gold Diggers - commedia (prima 30 settembre 1919)
- The Girl in the Limousine - farsa (prima 6 ottobre 1919)
- Ladies' Night coautore Charlton Andrews - commedia, farsa (prima 9 agosto 1920)
- Spanish Love - dramma (prima 17 agosto 1920)
- The Bat, coautrice Mary Roberts Rinehart - melodramma, mystery (prima 23 agosto 1920)
- Getting Gertie's Garter - farsa (prima 1º agosto 1921)
- The Demi-Virgin - farsa (prima 18 ottobre 1921)
- Why Men Leave Home - commedia (prima 12 settembre 1922)
- Little Miss Bluebeard - commedia con musiche (prima 28 agosto 1923)
- The Alarm Clock - commedia (prima 24 dicembre 1923)
- The Best People - commedia (prima 19 agosto 1924)
- The Harem - commedia (prima 2 dicembre 1924)
- Naughty Cinderella - farsa con musiche (prima 2 novembre 1925)
- The Garden of Eden - commedia (prima 27 settembre 1927)
- The Best People - revival (prima 15 maggio 1933)
- Sea Legs basato su The Cat Came Back (prima 18 maggio 1937)
- The Bat revival (prima 31 maggio 1937)
- Good Night, Ladies adattamento di Ladies' Night (prima 17 gennaio 1945)
- The Bat revival (prima 20 gennaio 1953)

### Lavori teatrali tratti da Avery Hopwood
- Sea Legs - commedia musicale basata sulla commedia The Cat Came Back di A.H. (prima 18 maggio 1937)
- Good Night, Ladies - dalla commedia Ladies' Night (prima 17 gennaio 1945)

## Filmografia
La filmografia è completa. Quando manca il nome del regista, questo non viene riportato nei titoli

### Cinema
- Clothes, regia di Francis Powers - lavoro teatrale (1914)
- Seven Days - lavoro teatrale
- Judy Forgot, regia di T. Hayes Hunter - lavoro teatrale (1915)
- Our Little Wife, regia di Edward Dillon - lavoro teatrale (1918)
- Sadie Love, regia di John S. Robertson - lavoro teatrale (1919)
- Fair and Warmer, regia di Henry Otto - lavoro teatrale (1919)
- Guilty of Love, regia di Harley Knoles - lavoro teatrale This Woman and This Man (1920)
- Clothes, regia di Fred Sittenham - lavoro teatrale (1920)
- The Little Clown, regia di Thomas N. Heffron - lavoro teatrale (1921)
- La casa delle 4 ragazze, regia di Harry Beaumont - lavoro teatrale (1923)
- The Girl in the Limousine , regia di Larry Semon e Noel M. Smith - lavoro teatrale The Girl in the Limousine, a Farce coautore Wilson Collison (1924)
- Miss Bluebeard, regia di Frank Tuttle - lavoro teatrale Little Miss Bluebeard (1925)
- The Best People, regia di Sidney Olcott - lavoro teatrale (1925)
- The Bat, regia di Roland West (1926)
- Nobody's Widow, regia di Donald Crisp - lavoro teatrale (1927)
- Getting Gertie's Garter, regia di E. Mason Hopper - lavoro teatrale (1927)
- Eden palace (The Garden of Eden), regia di Lewis Milestone - adattamento (1928)
- Ladies' Night in a Turkish Bath, regia di Edward F. Cline - lavoro teatrale (1928)
- Gold Diggers of Broadway, regia di Roy Del Ruth - lavoro teatrale The Gold Diggers (1929)
- Her Wedding Night, regia di Frank Tuttle - lavoro teatrale Little Miss Bluebeard (1930)
- Fast and Loose, regia di Fred C. Newmeyer - lavoro teatrale The Best People (1930)
- The Bat Whispers, regia di Roland West - lavoro teatrale The Bat (1930)
- A Minha Noite de Núpcias, regia di Emmerich Wojtek Emo - lavoro teatrale Little Miss Bluebeard (1931)
- La prima notte, regia di Louis Mercanton - lavoro teatrale (1931)
- Su noche de bodas, regia di Louis Mercanton e Florián Rey - lavoro teatrale Little Miss Bluebeard (1931)
- Ich heirate meinen Mann, regia di Emmerich Wojtek Emo - lavoro teatrale Little Miss Bluebeard (1931)
- This Is the Night, regia di Frank Tuttle - lavoro teatrale Naughty Cinderella (1932)
- Night of the Garter, regia di Jack Raymond - lavoro teatrale Getting Gertie's Garter (1933)
- La danza delle luci (Gold Diggers of 1933) regia di Mervyn LeRoy - dal lavoro teatrale The Gold Diggers (1933)
- Il marito a modo mio (Der Mustergatte), regia di Wolfgang Liebeneiner - lavoro teatrale Fair and Warner (1937)
- Mia moglie si diverte (Unsere kleine Frau), regia di Paul Verhoeven - lavoro teatrale Our Little Wife (1938)
- Gröna hissen, regia di Börje Larsson - lavoro teatrale Fair and Warmer (1944)
- Nozze agitate (Getting Gertie's Garter), regia di Allan Dwan - lavoro teatrale (1945)
- Femmine bionde (Painting the Clouds with Sunshine), regia di David Butler - lavoro teatrale Gold Diggers of Broadway (1951)
- Oppåt med gröna hissen, regia di Börje Larsson - lavoro teatrale Fair and Warmer (1952)
- Il mostro che uccide (The Bat), regia di Crane Wilbur - lavoro teatrale The Bat (1959)
- Den grønne heisen, regia di Odd-Geir Sæther - lavoro teatrale (1981)

### TV
- The Gold Diggers - episodio Tv di Broadway Television Theatre (1952)
- The Bat - episodio Tv di Broadway Television Theatre (1953)
- The Bat - episodio tv di Dow Hour of Great Mysteries (1960)
- Der Spinnenmörder di Gerhard Klingenberg film tv (1978)
- Willi, das Prachtstück film tv (2004)